# Vitorianas Macabras
Vitorianas Macabras é uma antologia de contos de horror da editora DarkSide Books lançado em 2020. É o primeiro de três títulos do selo Macabra da editora, cujo propósito é trazer enredos bizarros com autores que transgrediram seu tempo.
Em parceria com a Macabra.TV, a coletânea traz treze autoras vitorianas que escreviam, entre outros gêneros, contos de horror. A ideia é dar visibilidade ao trabalho de mulheres, muitas delas pioneiras, na Era vitoriana, mas que acabaram no ostracismo logo após suas mortes. A obra é uma tentativa de reparar um erro histórico que levou ao quase anonimato muitas destas autoras.
São treze autoras, sendo que dez delas ganharam pela primeira vez uma tradução em língua portuguesa: Charlotte Brontë, Elizabeth Gaskell, Charlotte Riddell, Edith Nesbit, Violet Hunt, Vernon Lee, May Sinclair, Margaret Oliphant, Mary Elizabeth Braddon, H. D. Everett, Rhoda Broughton, Louisa Baldwin e Amelia Edwards.
A Era vitoriana é conhecida por seu fascínio com a morte, em especial vindo do luto pela morte do marido da rainha Vitória. Fotos dos parentes mortos era algo comum. Era uma época de inovações tecnológicas sem precedentes, um entusiasmo pelo progresso, porém com um conservadorismo marcante nas relações sociais. É razoável admitir que isso refletisse intensamente na literatura do período.
Muitas autoras começaram a desafiar as convenções sociais em seus escritos. Para muitas mulheres que precisavam de renda para sustentar a casa, a literatura serviu como forma de se ganhar dinheiro com publicações em revistas com contos, artigos, resenhas, críticas e romances seriados. 
 Autoras como Mary Elizabeth Braddon tinham mais de 80 romances no currículo. Enquanto o conservadorismo ainda permeasse muitas obras, e o papel da mulher não diferisse muito do real, algumas estavam lutando contra a sociedade à sua própria maneira em busca de autonomia e liberdade, outras eram a chefe da família, outras investigavam histórias sobrenaturais e a própria solidão.